# Ilkka Kanerva

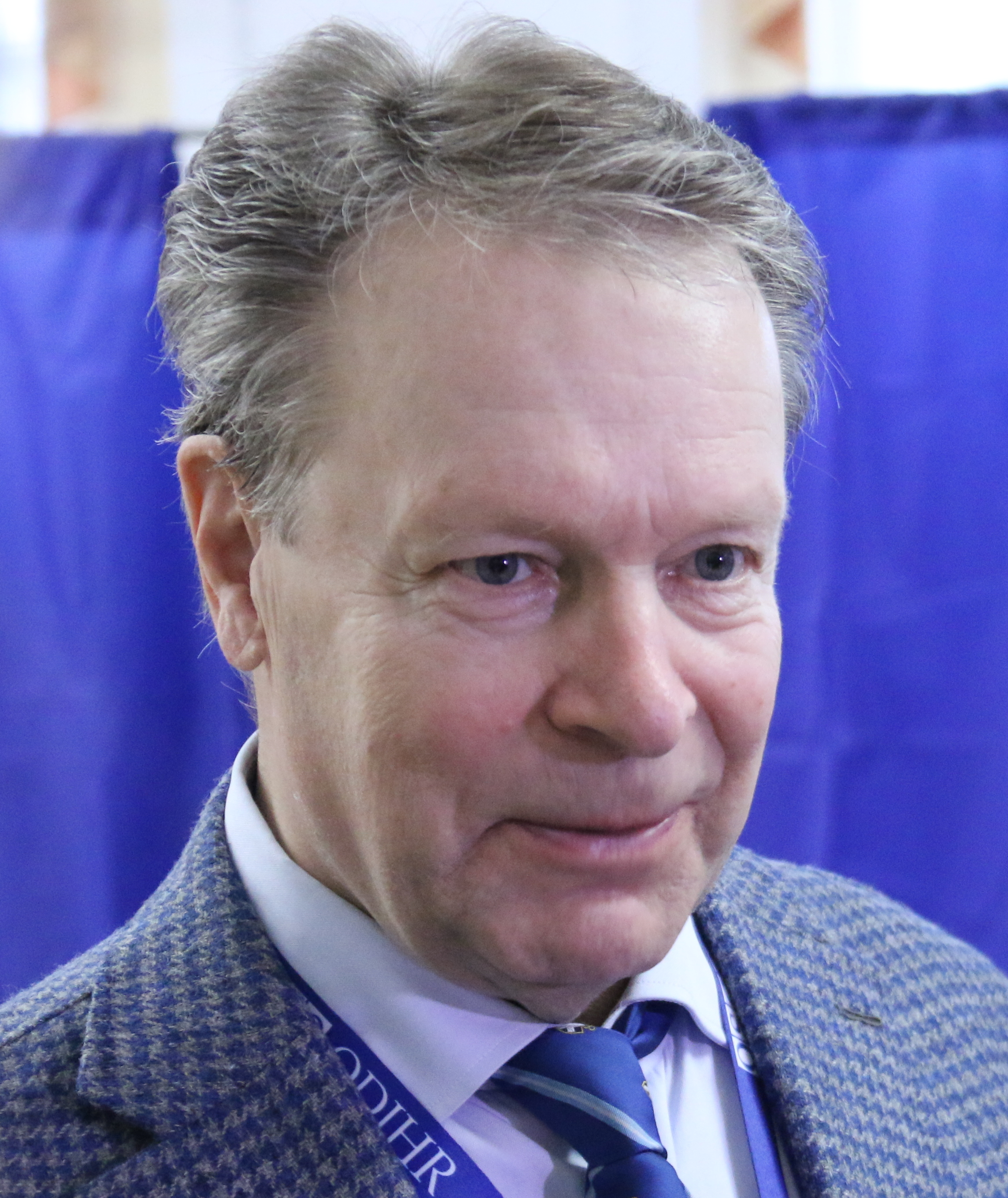
Ilkka Kanerva, 2019

Ilkka Armas Mikael Kanerva (* 28. Januar 1948 in Lokalahti; † 14. April 2022) war ein finnischer Politiker und gehörte der Nationalen Sammlungspartei an. Er war Mitglied des finnischen Parlamentes und war vom 19. April 2007 bis zum 4. April 2008 Außenminister von Finnland.

## Leben
Ilkka Kanerva war der Sohn des Landwirtes Viljo Kanerva und der Hausfrau Aino Vaaranen. Er studierte an der Universität Turku Politikwissenschaft. Dieses schloss er 1980 mit einem Mastergrad ab. Schon zuvor war er von 1972 bis 1976 Anführer der politischen Jugendorganisation Kokoomuksen Nuorten Liitto ry. und wurde 1975 ins finnische Parlament gewählt. Er ist das am längsten aktive Mitglied des Parlaments, nachdem Esko-Juhani Tennilä vom Linksbündnis 2011 nicht mehr zur Wahl antrat.
Im Frühjahr 2005 verursachte Kanerva, damals noch Parlamentssprecher, negative Schlagzeilen, als bekannt wurde, dass er mit dem Nacktmodell Marika Fingerroos SMS-Textnachrichten ausgetauscht hatte. In einem Fernsehinterview gab er zu, einen Fehler gemacht zu haben, und versprach, sich bessern zu wollen. Anfang März 2008 veröffentlichte die Boulevardzeitschrift Hymy einen Artikel, dem zufolge Kanerva im Januar des gleichen Jahres auf einer Flugreise die 31 Jahre jüngere Erotiktänzerin Johanna Tukiainen kennengelernt und ihr in den folgenden Wochen etwa 200 SMS-Textnachrichten von seinem Diensthandy aus geschickt hatte. Nach einigen Tagen des Stillschweigens bestätigte Kanerva am 11. März den Wahrheitsgehalt des Artikels und löste damit eine heftige Kontroverse aus. Am 31. März 2008 wurde Kanerva von einer Auslandsreise zurückgerufen. Wenige Stunden nachdem Hymy am 1. April 2008 Auszüge aus einigen der Textnachrichten veröffentlicht hatte, gab der Parteivorsitzende Jyrki Katainen bekannt, dass Kanerva von seinem Amt als Außenminister abberufen wurde und von dem Europaparlamentarier Alexander Stubb abgelöst wird. Grund für diese Entscheidung seien nicht die Textnachrichten selbst, sondern die Tatsache, dass Kanerva sein Versprechen, sein Privatleben unter Kontrolle zu halten, gebrochen habe.